# Shandonguniversiteit
Shandonguniversiteit of Shandong University is een openbare universiteit in de Volksrepubliek China die in november 1901, ten tijde van de Qing-dynastie, werd opgericht onder de naam Shandong Daxuetang (山東大學堂). De universiteit is onderdeel van Project 985 en Project 211. Xu Xianming is de rector magnificus. In 2009 telde de universiteit 57.500 studenten en 3700 academische werknemers.
De universiteitscampussen liggen in de steden Weihai, Qingdao en Jinan in de provincie Shandong. De campussen lagen oorspronkelijk alleen in Jinan, waar ook de Jinanuniversiteit is gevestigd.
De universiteit biedt elf studierichtingen: literatuur, geschiedenis, filosofie, economie, management, rechten, techniek, natuurwetenschap, geneeskunde, onderwijskunde en legerkunde.